# Jordan Hawkins
Jordan Dorrell Hawkins (ur. 29 kwietnia 2002 w Gaithersburgu) – amerykański koszykarz, występujący na pozycji rzucającego obrońcy, obecnie zawodnik New Orleans Pelicans.
W 2021 został wybrany najlepszym koszykarzem szkół średnich stanu Maryland (Maryland Gatorade Player of the Year).
W 2023 reprezentował New Orleans Pelicans podczas letniej ligi NBA w Las Vegas.

## Osiągnięcia
Stan na 18 lutego 2024, na podstawie, o ile nie zaznaczono inaczej.
NCAA
- Mistrz NCAA (2023)
- Uczestnik turnieju NCAA (2022, 2023)
- Zaliczony do I składu:
  - turnieju NCAA Final Four (2023 przez Associated Press)
  - Big East (2023)
  - najlepszych pierwszorocznych zawodników Big East (2022)
- Lider konferencji Big East w celnych (109) i oddanych (281) rzutach za 3 punkty (2023)

NBA
- Zwycięzca turnieju Panini Rising Stars (2024 – Team Jalen)[4]